# Chieti Calcio 1996-1997
Questa pagina raccoglie le informazioni riguardanti il Chieti Calcio nelle competizioni ufficiali della stagione 1996-1997.

## Rosa
| N. |                   | Ruolo | Calciatore           |
| -- | ----------------- | ----- | -------------------- |
|    | Italia (bandiera) | P     | Alberto Agresta      |
|    | Italia (bandiera) | A     | Domenico Altamonte   |
|    | Italia (bandiera) | D     | Cristian Arrigoni    |
|    | Italia (bandiera) | A     | Alessandro Bellemo   |
|    | Italia (bandiera) | A     | Luca Bertarelli (II) |
|    | Italia (bandiera) | C     | Emanuele Bonelli     |
|    | Italia (bandiera) | C     | Luca Caocci          |
|    | Italia (bandiera) | A     | Roberto Castorina    |
|    | Italia (bandiera) |       | Di Fondo             |
|    | Italia (bandiera) | C     | Massimo Epifani      |
|    | Italia (bandiera) | D     | Franco Farneti       |
|    | Italia (bandiera) | C     | Massimo Foladori     |

| N. |                   | Ruolo | Calciatore           |
| -- | ----------------- | ----- | -------------------- |
|    | Italia (bandiera) | A     | Manolo Gennari       |
|    | Italia (bandiera) | A     | Daniele Grasso       |
|    | Italia (bandiera) | D     | Egidio Ingrosso      |
|    | Italia (bandiera) | P     | Fabio Lepore         |
|    | Italia (bandiera) | D     | Francesco Marchetti  |
|    | Italia (bandiera) | C     | Gianluca Marroncelli |
|    | Italia (bandiera) | C     | Aureliano Modesti    |
|    | Italia (bandiera) | D     | Fabio Rutolo         |
|    | Italia (bandiera) | D     | Juri Tamburini       |
|    | Italia (bandiera) | C     | Paolo Tarini         |
|    | Italia (bandiera) | A     | Stefano Turchi       |